# Svoboda-Hof

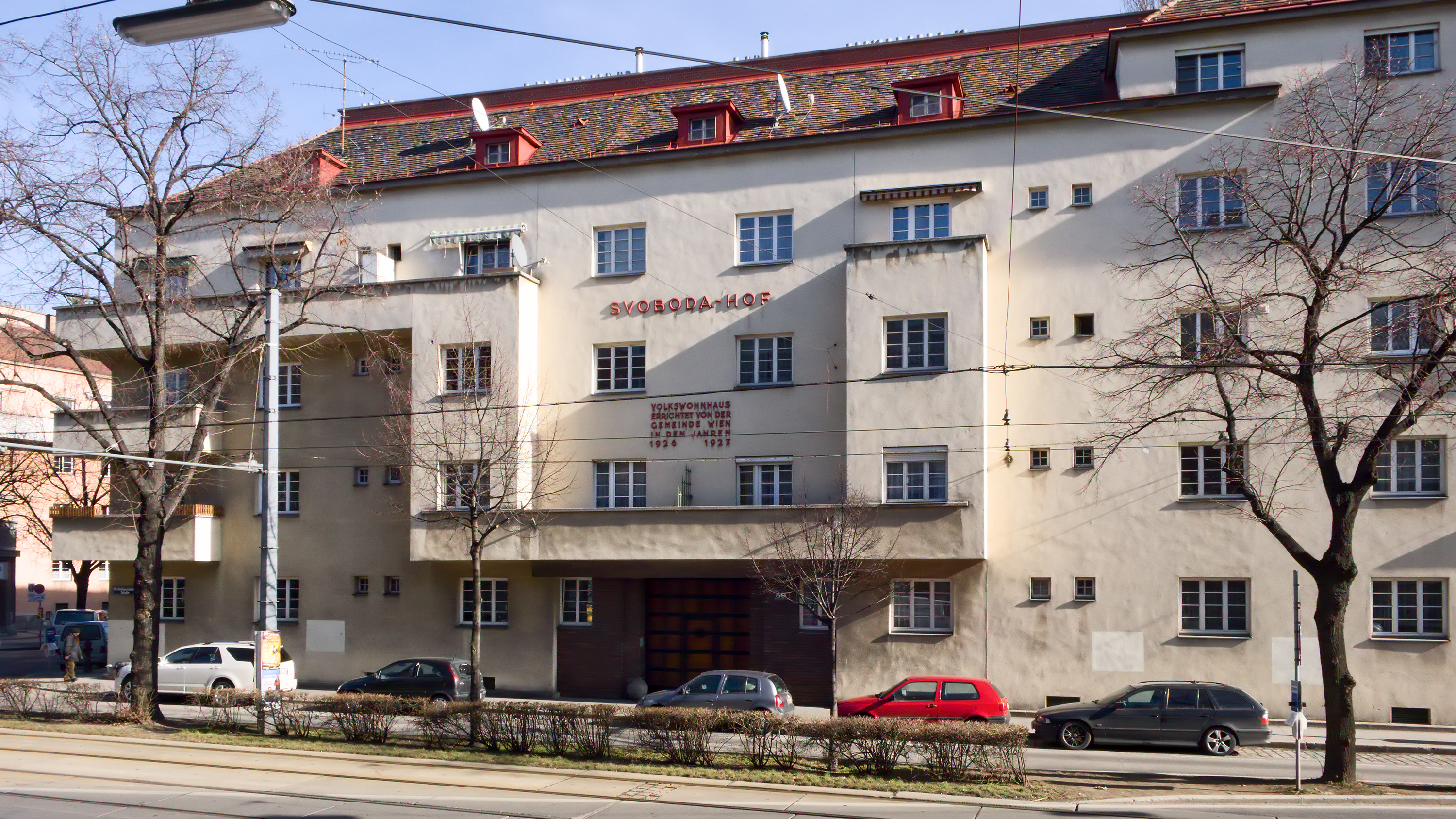
Der Svoboda-Hof

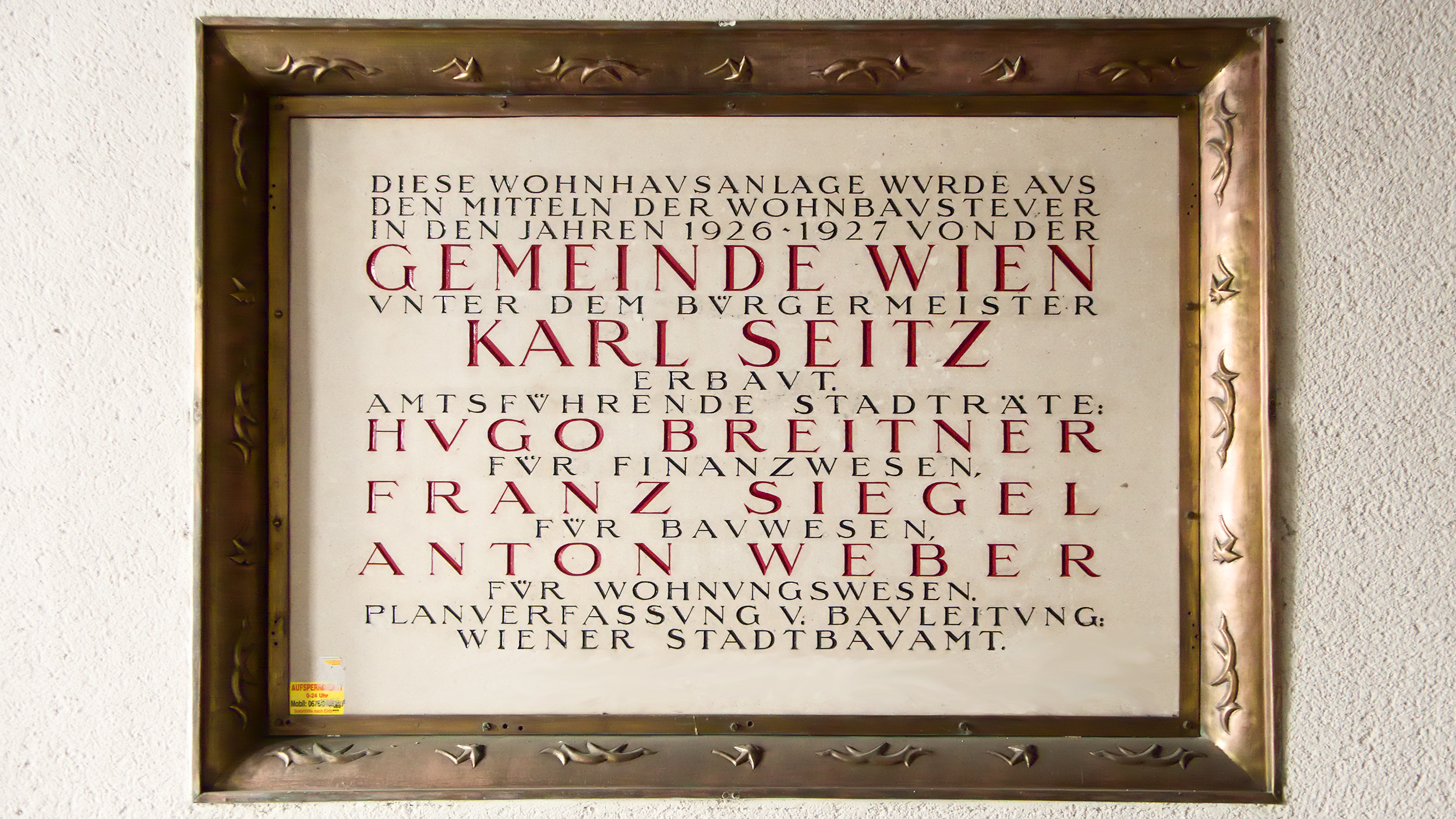
Tafel im Hauseingang

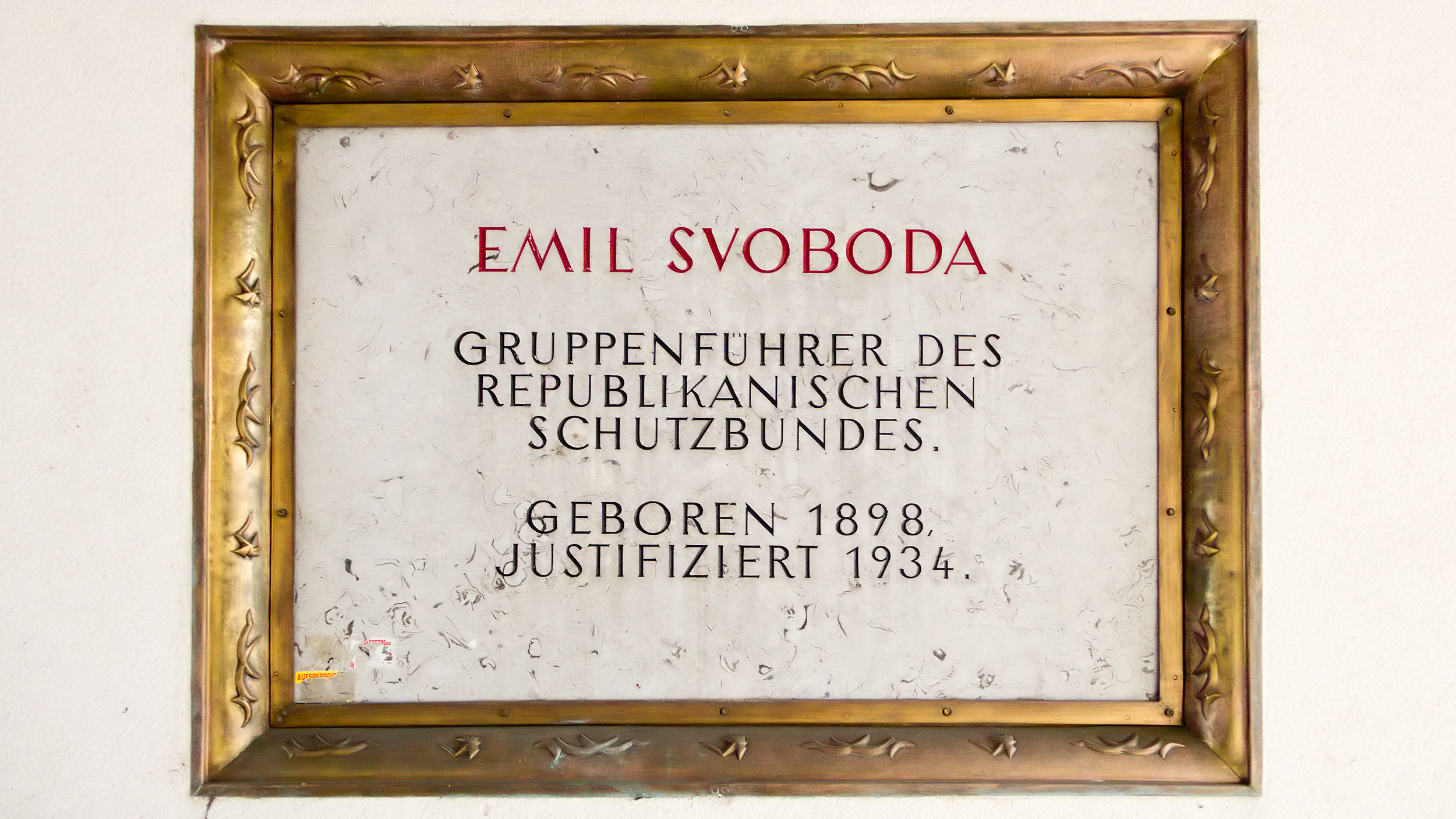
Gedenktafel für Emil Svoboda

Der Svoboda-Hof ist ein Gemeindebau im 19. Wiener Gemeindebezirk Döbling. Er wurde zwischen 1926 und 1927 nach Plänen des Architekten Karl Ehn erbaut und umfasst 59 Wohnungen.

## Lage
Der Svoboda-Hof liegt in der Döblinger Katastralgemeinde Heiligenstadt. Die annähernd U-förmige Wohnhausanlage grenzt an drei Straßen, wobei die Langseite des Gemeindebaus die gesamte südliche Straßenseite der Geistingergasse einnimmt. Im Westen grenzt der Svoboda-Hof an die Heiligenstädter Straße, im Osten an die Boschstraße. Die offizielle Adresse der Wohnanlage lautet Heiligenstädter Straße 80.
Nördlich des Svoboda-Hofs liegt mit dem Karl-Marx-Hof ein weiterer, wesentlich größerer Gemeindebau.

## Geschichte und Bauwerk
Der Svoboda-Hof stellt eine Lückenverbauung neben dem langgezogenen Karl-Marx-Hof dar. Da die Gemeinde Wien nicht immer zusammenhängende Grundstücke erwerben konnte, errichtete sie auf Restflächen kleinere Gemeindebauten wie den Svoboda-Hof, um rasch zusätzlichen Wohnraum zu schaffen.
Die Wohnhausanlage Svoboda-Hof besteht aus einem Baukörper, der vier Geschoße sowie ein Dachgeschoß umfasst. Um den Wohnblock an die Nachbargebäude anschließen zu können, wurde der Svoboda-Hof an den Anschlussstellen in der Heiligenstädter Straße und in der Boschstraße über eine Breite von zwei Fensterachsen um ein Geschoß erhöht. Der Zugang zu den vier Stiegenhäusern des Gemeindebaus erfolgt durch den Innenhof. Das klinkerverkleidete Eingangsportal befindet sich an der Heiligenstädter Straße. Darüber erstreckt sich ein lang gezogener Balkon. Die Fassaden sind durch erkerartige Vorsprünge und um die Ecke gezogene Balkone aufgelockert.
Der Svoboda-Hof wurde 1948 nach dem Gruppenführer des Schutzbundes Emil Svoboda (1898–1934) benannt, der während des Österreichischen Bürgerkriegs den Karl-Marx-Hof verteidigte und daraufhin von einem Standgericht zum Tode verurteilt und hingerichtet wurde.
Zwischen 1988 und 1989 wurde an dem Gemeindebau eine Sockelsanierung durchgeführt sowie die Fassade, Fenster und Türen erneuert. Die Sanierungskosten beliefen sich dabei auf rund 1.230.000 Euro.